# Wojciech Urbański (piłkarz)
Wojciech Urbański (ur. 12 stycznia 2005 w Limanowej) – polski piłkarz, występujący na pozycji ofensywnego pomocnika, od 2024 w Legii Warszawa. Od 2024 reprezentant Polski U-20.

## Kariera klubowa
Jako junior występował w KS Tymbark (2013–2017), Turbaczu Mszana Dolna (2017–2018) i Wiśle Kraków (2018–2023).
10 czerwca 2023 podpisał kontrakt z rezerwami Legii Warszawa. W III lidze rozegrał dla nich 16 meczów, zdobywając 2 gole, jednokrotnie wystąpił tam także w Pucharze Polski. W pierwszej drużynie Legii zadebiutował 10 marca 2024 w meczu z Widzewem Łódź (0:1). Swojego premierowego gola zdobył 18 sierpnia 2024, w wygranym 4:1 spotkaniu przeciwko Radomiakowi Radom.

## Kariera reprezentacyjna
W 2018 rozegrał jedyny mecz w reprezentacji Polski U-14 (z Ukrainą, 6:0). W 2023 zaliczył dwa występy w kadrze U-18 i trzy w U-19. 9 września 2024 w meczu z Portugalią (1:2) zadebiutował w reprezentacji U-20.

## Sukcesy

### Klubowe

#### Legia Warszawa
- Puchar Polskiː 2024/2025 [11]
- Superpuchar Polski:  2025[12]